# Bruno Oscar Schmidt
Bruno Oscar Schmidt (Brasilia, 6 de octubre de 1986) es un jugador brasileño de voleibol de playa. Bruno es sobrino del exjugador de baloncesto brasileño Oscar Schmidt y del locutor de noticias de televisión Tadeu Schmidt. En 2010, fue nombrado Jugador Más Mejorado del Circuito Mundial de Voleibol Playa FIVB. También fue nombrado Mejor Jugador Defensivo en 2013, 2014, 2015 y 2016. Schmidt ganó la medalla de oro en el Campeonato Mundial de Vóley Playa de 2015 con su compañero de equipo Alison Cerutti en los Países Bajos. Ganó la medalla de oro en los Juegos Olímpicos de Río 2016 con Alison Cerutti. Retirado en enero de 2023.